# Arrondissement La Flèche
Das Arrondissement La Flèche ist eine Verwaltungseinheit im französischen Département Sarthe innerhalb der Region Pays de la Loire. Verwaltungssitz (Unterpräfektur) ist La Flèche.
Es besteht aus 118 Gemeinden in sechs Wahlkreisen (Kantonen).

## Wahlkreise
- Kanton Montval-sur-Loir
- Kanton La Flèche
- Kanton La Suze-sur-Sarthe
- Kanton Le Lude
- Kanton Loué (mit 29 von 44 Gemeinden)
- Kanton Sablé-sur-Sarthe

## Gemeinden
Die Gemeinden des Arrondissements La Flèche sind:
| 1. Amné (72004)                           | 2. Arthezé (72009)                    | 3. Asnières-sur-Vègre (72010)         | 4. Aubigné-Racan (72013)             |
| 5. Auvers-le-Hamon (72016)                | 6. Auvers-sous-Montfaucon (72017)     | 7. Avessé (72019)                     | 8. Avoise (72021)                    |
| 9. Bazouges Cré sur Loir (72025)          | 10. Beaumont-Pied-de-Bœuf (72028)     | 11. Beaumont-sur-Dême (72027)         | 12. Bousse (72044)                   |
| 13. Brains-sur-Gée (72045)                | 14. Brûlon (72050)                    | 15. Cérans-Foulletourte (72051)       | 16. Chahaignes (72052)               |
| 17. Chantenay-Villedieu (72059)           | 18. Chassillé (72070)                 | 19. Château-l’Hermitage (72072)       | 20. Chemiré-en-Charnie (72074)       |
| 21. Chemiré-le-Gaudin (72075)             | 22. Chenu (72077)                     | 23. Chevillé (72083)                  | 24. Clermont-Créans (72084)          |
| 25. Coulans-sur-Gée (72096)               | 26. Coulongé (72098)                  | 27. Courcelles-la-Forêt (72100)       | 28. Courdemanche (72103)             |
| 29. Courtillers (72106)                   | 30. Crannes-en-Champagne (72107)      | 31. Crosmières (72110)                | 32. Dissay-sous-Courcillon (72115)   |
| 33. Dureil (72123)                        | 34. Épineu-le-Chevreuil (72126)       | 35. Étival-lès-le-Mans (72127)        | 36. Fercé-sur-Sarthe (72131)         |
| 37. Fillé (72133)                         | 38. Flée (72134)                      | 39. Fontenay-sur-Vègre (72136)        | 40. Guécélard (72146)                |
| 41. Joué-en-Charnie (72149)               | 42. Juigné-sur-Sarthe (72151)         | 43. Jupilles (72153)                  | 44. La Bruère-sur-Loir (72049)       |
| 45. La Chapelle-aux-Choux (72060)         | 46. La Chapelle-d’Aligné (72061)      | 47. La Chartre-sur-le-Loir (72068)    | 48. La Flèche (72154)                |
| 49. La Fontaine-Saint-Martin (72135)      | 50. La Suze-sur-Sarthe (72346)        | 51. Lavernat (72160)                  | 52. Le Bailleul (72022)              |
| 53. Le Grand-Lucé (72143)                 | 54. Le Lude (72176)                   | 55. Lhomme (72161)                    | 56. Ligron (72163)                   |
| 57. Loir en Vallée (72262)                | 58. Longnes (72166)                   | 59. Louailles (72167)                 | 60. Loué (72168)                     |
| 61. Louplande (72169)                     | 62. Luceau (72173)                    | 63. Luché-Pringé (72175)              | 64. Maigné (72177)                   |
| 65. Malicorne-sur-Sarthe (72179)          | 66. Mansigné (72182)                  | 67. Marçon (72183)                    | 68. Mareil-en-Champagne (72184)      |
| 69. Mareil-sur-Loir (72185)               | 70. Mayet (72191)                     | 71. Mézeray (72195)                   | 72. Montreuil-le-Henri (72210)       |
| 73. Montval-sur-Loir (72071)              | 74. Nogent-sur-Loir (72221)           | 75. Notre-Dame-du-Pé (72232)          | 76. Noyen-sur-Sarthe (72223)         |
| 77. Oizé (72226)                          | 78. Parcé-sur-Sarthe (72228)          | 79. Parigné-le-Pôlin (72230)          | 80. Pincé (72236)                    |
| 81. Pirmil (72237)                        | 82. Poillé-sur-Vègre (72239)          | 83. Pontvallain (72243)               | 84. Précigné (72244)                 |
| 85. Pruillé-l’Éguillé (72248)             | 86. Requeil (72252)                   | 87. Roëzé-sur-Sarthe (72253)          | 88. Sablé-sur-Sarthe (72264)         |
| 89. Saint-Christophe-en-Champagne (72274) | 90. Saint-Denis-d’Orques (72278)      | 91. Saint-Georges-de-la-Couée (72279) | 92. Saint-Germain-d’Arcé (72283)     |
| 93. Saint-Jean-de-la-Motte (72291)        | 94. Saint-Jean-du-Bois (72293)        | 95. Saint-Ouen-en-Champagne (72307)   | 96. Saint-Pierre-de-Chevillé (72311) |
| 97. Saint-Pierre-des-Bois (72312)         | 98. Saint-Pierre-du-Lorouër (72314)   | 99. Saint-Vincent-du-Lorouër (72325)  | 100. Sarcé (72327)                   |
| 101. Savigné-sous-le-Lude (72330)         | 102. Solesmes (72336)                 | 103. Souligné-Flacé (72339)           | 104. Souvigné-sur-Sarthe (72343)     |
| 105. Spay (72344)                         | 106. Tassé (72347)                    | 107. Tassillé (72348)                 | 108. Thoiré-sur-Dinan (72356)        |
| 109. Thorée-les-Pins (72357)              | 110. Vaas (72364)                     | 111. Vallon-sur-Gée (72367)           | 112. Verneil-le-Chétif (72369)       |
| 113. Villaines-sous-Lucé (72376)          | 114. Villaines-sous-Malicorne (72377) | 115. Vion (72378)                     | 116. Viré-en-Champagne (72379)       |
| 117. Voivres-lès-le-Mans (72381)          | 118. Yvré-le-Pôlin (72385)            |                                       |                                      |

## Ehemalige Gemeinden
- bis 2017: Dissé-sous-le-Lude
- bis 2016: Bazouges-sur-le-Loir, Cré-sur-Loir, La Chapelle-Gaugain, Lavenay, Le Fresne-sur-Loire, Poncé-sur-le-Loir, Ruillé-sur-Loir
- bis 2015: Château-du-Loir, Montabon, Vouvray-sur-Loir